# Saison 2 de The Venture Bros.
Chronologie
Saison 1
Cet article présente les épisodes de la deuxième saison de la série télévisée d'animation The Venture Bros..
Elle est diffusée depuis le 7 août 2020 sur Adult Swim.

## Épisode 1:Bons Baisers de Machoireland
- France : 7 août 2020 sur Adult Swim

## Épisode 2:L'étoffe d'un super-méchant
- France : 7 août 2020 sur Adult Swim

## Épisode 3:Assassinounou
- France : 7 août 2020 sur Adult Swim

## Épisode 4:Vingt ans avant l'apocalypse
- France : 7 août 2020 sur Adult Swim

## Épisode 5:évasion de la maison des momies
- France : 7 août 2020 sur Adult Swim

## Épisode 6:De la haine dans l'air
- France : 7 août 2020 sur Adult Swim

## Épisode 8:Devine qui vient dîner au bureau?
- France : 7 août 2020 sur Adult Swim

## Épisode 9:Ennemis Jugés
- France : 7 août 2020 sur Adult Swim

## Épisode 10:Je sais pourquoi tué l'oiseau en cage
- France : 7 août 2020 sur Adult Swim

## Épisode 11:Vivent les morts!
- France : 7 août 2020 sur Adult Swim

## Épisode 12:Un final explosif 1ère Partie
- France : 7 août 2020 sur Adult Swim

## Épisode 13:Un final explosif 2ème partie
- France : 7 août 2020 sur Adult Swim